# Macrogenioglottus alipioi
Macrogenioglottus alipioi is een kikker uit de familie Odontophrynidae. De soort werd voor het eerst wetenschappelijk beschreven door Antenor Leitao de Carvalho in 1946. Het is de enige soort uit het geslacht Macrogenioglottus. De soortaanduiding alipioi is een eerbetoon aan de Braziliaanse zoöloog Alípio de Miranda-Ribeiro (1874 - 1939).
De kikker komt voor in Zuid-Amerika en is endemisch in Brazilië. De habitat bestaat uit tropische en subtropische vochtige laaglandbossen, zoetwatermoerassen. Daarnaast wordt de kikker ook in door de mens aangepaste omgevingen zoals (cacao)plantages aangetroffen.
Macrogenioglottus alipioi is een bodembewoner die aan de kant van het water leeft. De soort plant zich massaal voort, de larven groeien op in stilstaande, tijdelijke wateren.
Macrogenioglottus · 
Odontophrynus · 
Proceratophrys